# Canton d'Épinal-Est
Le canton d'Épinal-Est était une division administrative française, située dans le département des Vosges et la région Lorraine.

## Composition
| Nom                | Code Insee | Intercommunalité | Superficie (km2) | Population (dernière pop. légale) | Densité (hab./km2) |
| ------------------ | ---------- | ---------------- | ---------------- | --------------------------------- | ------------------ |
| Épinal (chef-lieu) | 88160      | CA d'Épinal      | 59,24            | 32 006 (2014)                     | 540                |
| Arches             | 88011      | CA d'Épinal      | 17,50            | 1 644 (2014)                      | 94                 |
| Archettes          | 88012      | CA d'Épinal      | 13,93            | 1 112 (2014)                      | 80                 |
| La Baffe           | 88028      | CA d'Épinal      | 9,01             | 661 (2014)                        | 73                 |
| Deyvillers         | 88132      | CA d'Épinal      | 8,77             | 1 464 (2014)                      | 167                |
| Dignonville        | 88133      | CA d'Épinal      | 5,93             | 188 (2014)                        | 32                 |
| Dinozé             | 88134      | CA d'Épinal      | 2,89             | 595 (2014)                        | 206                |
| Dogneville         | 88136      | CA d'Épinal      | 11,42            | 1 453 (2014)                      | 127                |
| Jeuxey             | 88253      | CA d'Épinal      | 8,49             | 681 (2014)                        | 80                 |
| Longchamp          | 88273      | CA d'Épinal      | 10,26            | 469 (2014)                        | 46                 |
| Vaudéville         | 88495      | CA d'Épinal      | 3,22             | 165 (2014)                        | 51                 |

Disparu en 2015.
Seule une fraction de la commune d'Épinal faisait partie de ce canton (18 920 habitants en 2010).

## Histoire
Le canton a été créé le 13 juillet 1973 d'une partition du canton d'Épinal.

## Démographie
| 1975 | 1982 | 1990   | 1999   | 2006   | 2011   | 2012   |
| ---- | ---- | ------ | ------ | ------ | ------ | ------ |
| -    | -    | 30 139 | 29 726 | 28 525 | 26 968 | 26 905 |

## Représentation

### Conseillers généraux de 1973 à 2015
| Période | Période | Identité                 | Étiquette | Qualité |
| ------- | ------- | ------------------------ | --------- | --- |
| 1973    | 1985    | Pierre Blanck            | PS        | Contrôleur des Postes Maire d'Épinal (1977-1983) Ancien conseiller général du Canton de Bruyères (1945-1949) |
| 1985    | 1998    | André Roth               | UDF       | Enseignant puis commerçant Conseiller régional (1985-1986) Maire de Dogneville (1977-1989)                   |
| 1998    | 2015    | François-Xavier Huguenot | PS        | Attaché d'administration universitaire Conseiller municipal d'Épinal (depuis 2001)                           |